# Claustro románico del Mas del Vent de Palamós
El claustro románico del Mas del Vent de Palamós es un conjunto arquitectónico reconstruido dentro de una finca privada de Palamós (Gerona) desde 1959; y cuya interpretación y datación fue objeto de polémica hasta confirmarse en 2013 que dicho claustro fue el original de la catedral vieja de Salamanca, desmontado en 1783 a causa de los daños sufridos por el terremoto de 1755 . Desde 2013 forma parte del patrimonio histórico de España al ser declarado Bé Cultural d'Interès Nacional —equivalente catalán al Bien de Interés Cultural del resto de España—, por lo que goza de la máxima protección.
A inicios de junio de 2012 se publicaron con gran difusión en los medios los resultados preliminares de la investigación de Gerardo Boto Varela, investigador del Departamento de Historia e Historia del Arte de la Universidad de Gerona, aunque tanto el Archivo municipal de Palamós como el Plan de ordenación urbanística municipal ya tenían constancia de su existencia. Este autor, que identificó rasgos del románico en Castilla y León, proponía una datación del siglo XII; tras varias tentativas de identificación, parece cobrar fuerza la hipótesis que lo relaciona con el claustro de 1176 de la Catedral Vieja de Salamanca que se desmontó tras el terremoto de Lisboa, en el siglo XVIII.

## Descripción

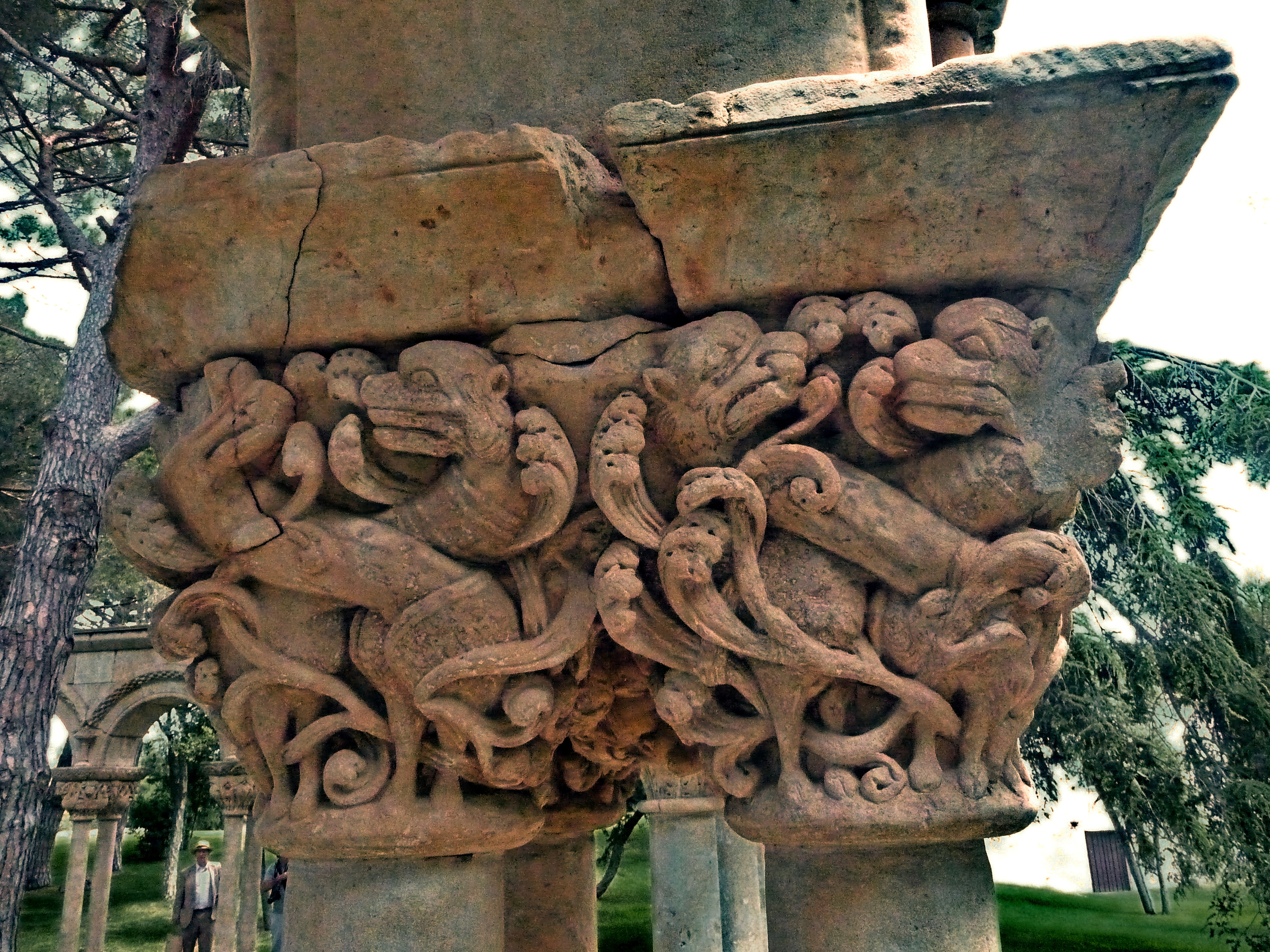
Capitel.

El claustro del Mas del Vent, según Gerardo Boto, historiador del arte nacido en León, es de enormes proporciones. Los capiteles superan las medidas de cualquier otro conjunto conocido y los arcos miden 3,21 metros desde el fuste a la clave. Algunos capiteles muestran la marca del rey Alfonso VIII de Castilla, figuras humanas y gran número de elementos vegetales y animalísticos, sobre todo aves, leones y jabalíes así como monstruos fantásticos, aunque no se aprecia ningún motivo religioso.
Según el cálculo de Gerardo Boto, las galerías tienen unas medidas 23,8 y 23,9 metros de longitud. Dos de ellas presentan diez arcos con chambrana sobre columnas y capiteles dobles, excepto la del centro de la galería, que es cuádruple. De las otras dos galerías que acabarían de cerrar el claustro de 44 capiteles no se conservan columnas ni arcos y los capiteles reposan directamente sobre las bases. Rodeado de pinos, olivos y algarrobos, cuenta con un pequeño tejado de zinc que lo protege de la erosión por acción de la lluvia.

## Historia

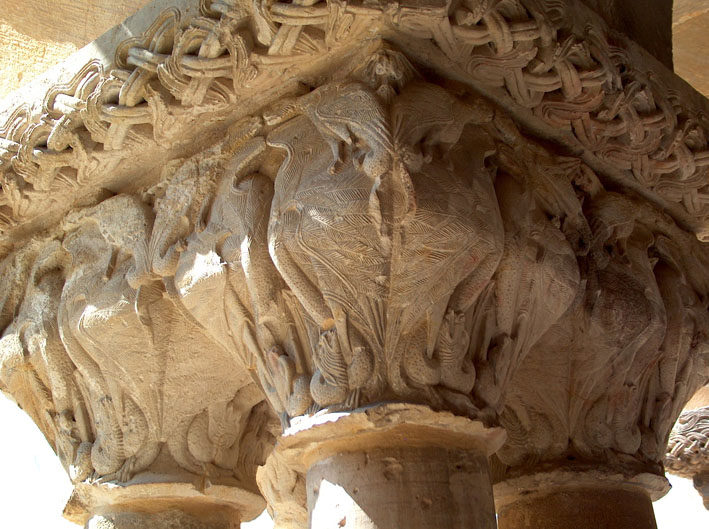
Capitel del claustro del monasterio de Santo Domingo de Silos, con el que ha sido comparado.

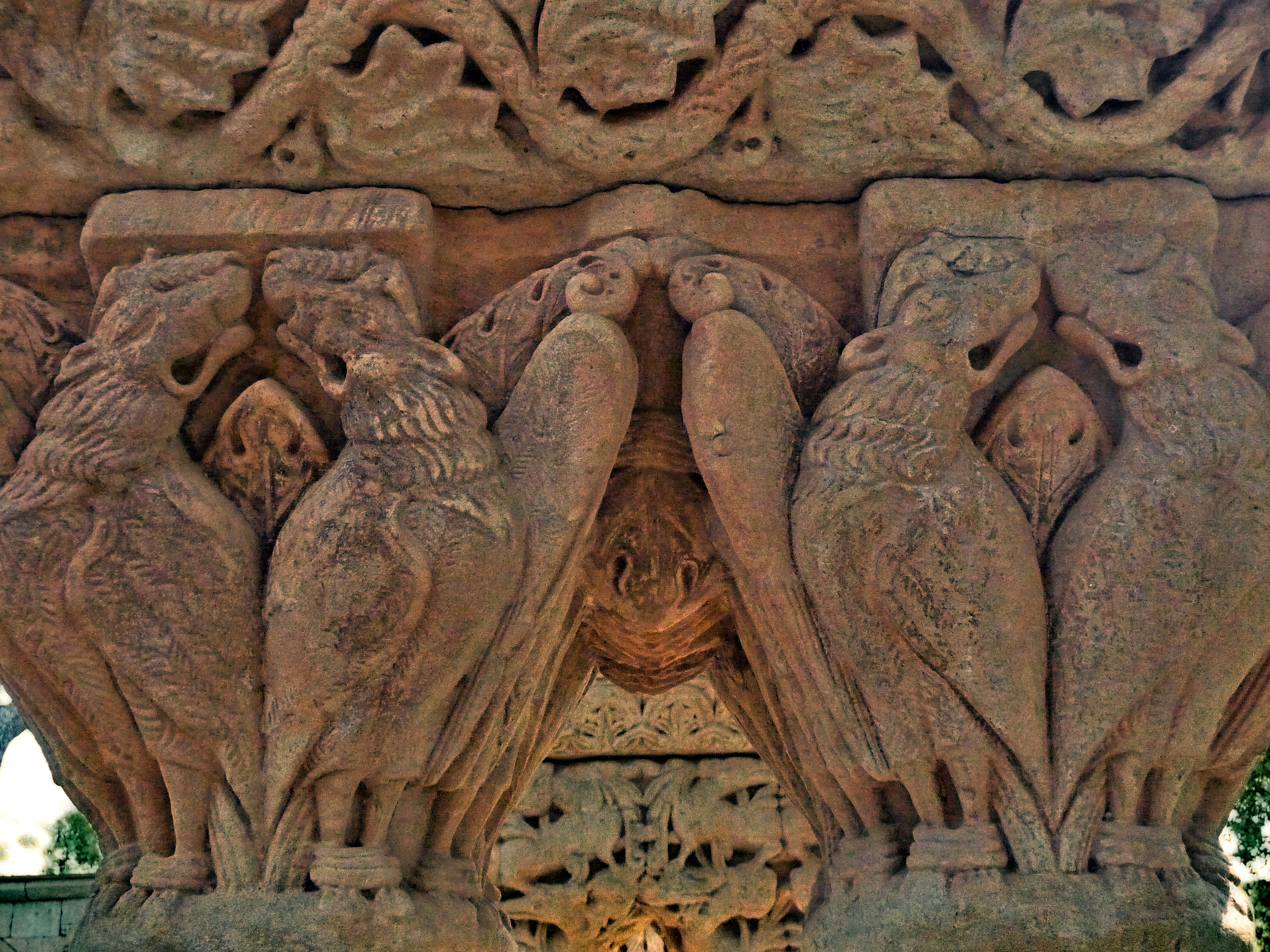
Capitel del claustro de Palamós.

### De Madrid a Palamós
En 1931 el claustro fue adquirido por el anticuario zamorano Ignacio Martínez Hernández (referido a veces, incorrectamente, como Ignacio Martínez Martínez) que lo montó en los terrenos pertenecientes a una marquesa amiga suya, en el actual distrito de Ciudad Lineal de Madrid, donde gozaba de protección y vigilancia por parte de un restaurador. El montaje se habría acabado en el año 1943. Entre los años 1931 y 1936 se puso a la venta por cinco millones de pesetas, que se rebajó a tres y medio después de 1939, con la intención de venderlo a un rico estadounidense.
El 23 de julio de 1958 se realizó el contrato de compraventa por un millón de pesetas, por el cual Hans Engelhorn, antepasado del actual propietario, adquiría el conjunto arquitectónico, el cual fue numerado, desmontado y transportado al año siguiente en camiones desde Madrid a su actual ubicación. Según se explica en el reverso de las fotografías conservadas en el Archivo Municipal de Palamós, las arcadas se montaron entre febrero y abril de 1959 mediante un montaje fiel a la técnica del siglo XII.
En 1966 los propietarios hicieron una consulta sobre la autenticidad de la obra a Carmen Gómez-Moreno, graduada en historia del arte por la Universidad de Harvard y conservadora de los departamentos de arte medieval y los claustros, y de escultura europea y artes decorativas del Metropolitan Museum of Art (Nueva York). Gómez-Moreno dictaminó por carta, basándose solo en material fotográfico recibido, que el claustro era una falsificación.

### Redescubrimiento

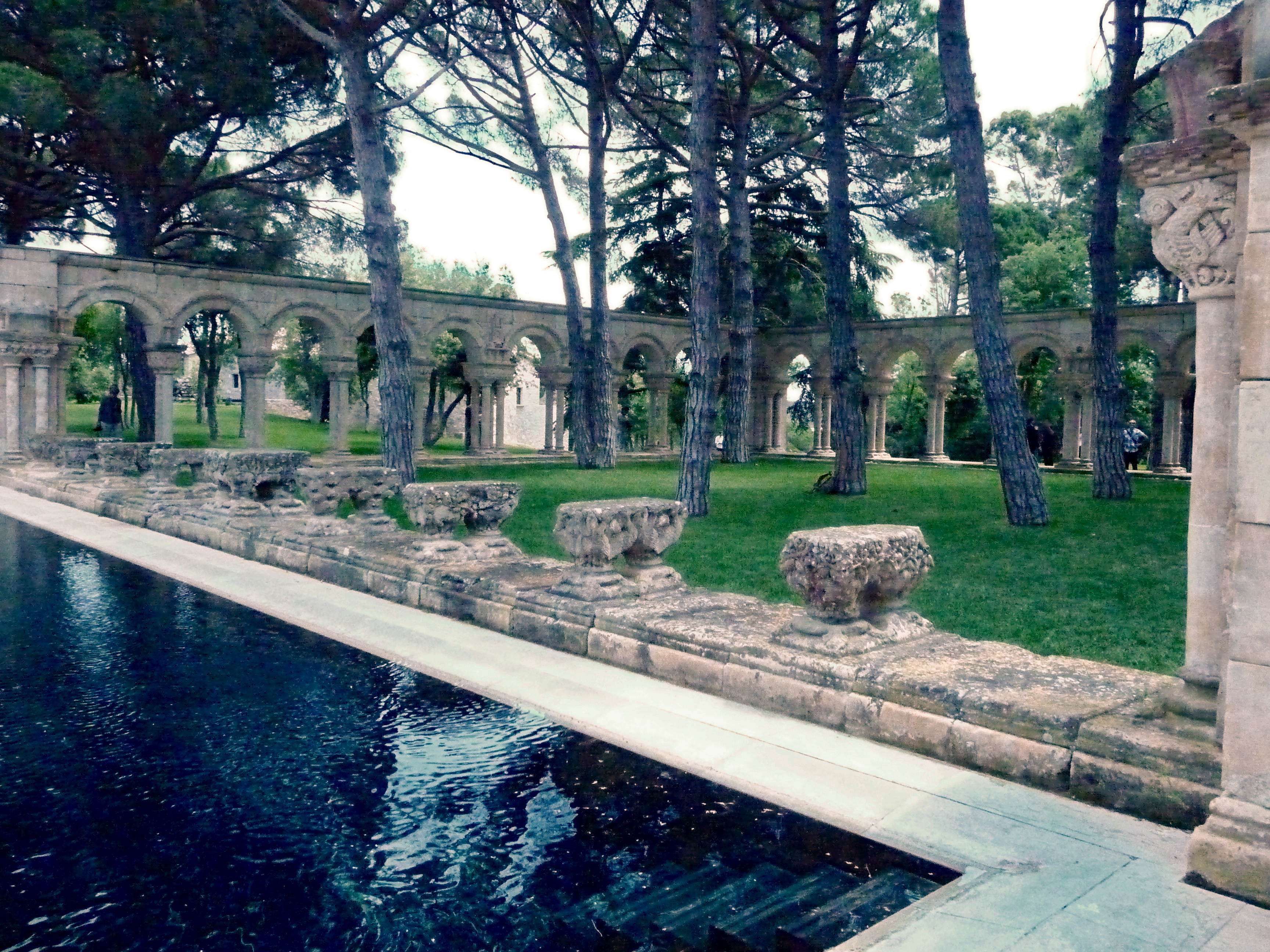
El claustro en su ubicación actual, cerca una piscina de la finca privada.

Sin catalogación ni protección, Gerardo Boto conoció su existencia gracias a la publicación de un reportaje fotográfico en la edición francesa de los meses de julio y agosto de 2010 de la revista de decoración  AD, donde la fotografía del claustro se publicó a doble página. Después de estudiar la fotografía en alta resolución, en diciembre de 2010, Boto publicó un estudio en la revista Románico y, posteriormente, lo anunció en el simposio que llevaba por título Arte Fugitivo organizado por el grupo EMAC de investigación sobre el románico y gótico de la Universidad de Barcelona. El investigador aseguró que intentó acceder a la finca para estudiar el monumento, pero nunca consiguió el permiso pertinente.

Es una obra de enorme magnitud histórica, el más grande hallazgo de los últimos años en arte románico.
Gerardo Boto ( 6 de junio de 2012)

Con este anuncio, la Asociación de Amigos del Románico reclamó iniciar los trámites para que se pudiera catalogar como bien patrimonial. El 7 de junio de 2012 un arquitecto y dos arqueólogos del Departamento de Cultura de la Generalidad de Cataluña pudieron estudiar el claustro para elaborar un informe y catalogarlo, después de poner el caso en conocimiento de la Fiscalía de Gerona y haber presentado una solicitud al juzgado para que se permitiera el acceso al lugar.
El día siguiente se abrió el acceso a la finca por primera vez a los medios de comunicación y a dos historiadores que afirmaron que la obra era auténtica, aunque detectaron «algunos elementos de talla más moderna» que podrían haber sido añadidos para darle forma y venderlo mejor, según José María Pérez, divulgador del románico castellano que tuvo acceso. Los tres técnicos de la Generalidad de Cataluña, a la espera del informe definitivo, también pudieron asegurar que no se trata de ninguna falsificación ni de una obra construida a mitad del siglo XX.
Un informe del departamento de Cultura de la Generalidad de Cataluña con fecha 31 de julio de 2012 da a conocer que el claustro: "No se trata de un claustro románico, sino de la recreación historicista de estilo románico propia del interés que despertaba este estilo arquitectónico durante los siglos XIX y XX", sin embargo también se ha precisado en que: "hay un cierto número de piezas artísticas y elementos propiamente románicos" y mientras se proceda a un estudio más detallado, el mismo conseller de cultura Ferran Mascarell ha recomendado al ayuntamiento de Palamós que incluya como bien de interés local a dicho claustro.
Finalmente el conjunto arquitectónico fue declarado en 2013 Bé Cultural d'Interès Nacional —equivalente catalán al Bien de Interés Cultural del resto de España—, una figura legal que le otorga la máxima protección como parte del patrimonio histórico de España y garantiza la visita de toda persona interesada al conjunto, posibilitando el estudio de los expertos.

## Mas del Vent
Este claustro de estilo románico rodea la piscina del Mas del Vent, reconvertido en una finca de lujo de 22 hectáreas gestionada por la empresa Explotaciones Agrícolas y Forestales Brugarol.
Conocido también como Mas Brugarol y Mas Crispí, el Mas del Vent se sitúa en el núcleo de La Fosca de Palamós. Esta masía fortificada ha sido muy restaurada y conserva poco del original. La torre, sin embargo, mantiene su carácter a pesar de la restauración. Es una construcción de planta circular, consta de dos plantas y azotea separadas por bóvedas esféricas rebajadas de piedra. Tiene una gran aspillera horizontal orientada hacia la entrada del caserío. A nivel de azotea se encuentran otras aspilleras de reducidas dimensiones.
La masía y la torre datan del siglo XVI. La torre, construida como vigía contra la piratería, tiene una puerta en la que se puede ver la fecha 1585 y seguramente la casa es del mismo siglo, aunque otras fuentes la sitúan en el siglo XVIII.  Este edificio está incluido dentro del Inventario del Patrimonio Arquitectónico de Cataluña.

## Hipótesis
En cuanto al lugar de procedencia, René Jesús Payo, experto en románico y profesor de Historia del Arte de la Universidad de Burgos, apuntó la hipótesis de que podría tratarse del claustro del desaparecido monasterio de San Pedro de Gumiel de Izán (Gumiel de Izán), de la Orden del Cister, que podría haber sido desmontado a finales del siglo XIX o principios del siglo XX. Por otra parte, José Luis Hernando, del Museo de Zamora, señalaba el parecido de sus capiteles con los de la torre de iglesia parroquial de Hontoria de Valdearados (Burgos).
Gerardo Boto, en el año siguiente a su redescubrimiento, propuso cinco monumentos como posibles lugares de procedencia: monasterio de San Pedro de Gumiel de Izán; convento de San Antón, de Castrojeriz; monasterio de Santa María de Benevívere, en Carrión de los Condes; monasterio de San Cristóbal de Ibeas y monasterio de Santa María de la Sierra, en Collado Hermoso. Casi ninguno de ellos conserva ninguna estructura, por lo que se recomendaba esperar a encontrar evidencias arqueológicas. En ese momento de la investigación, Boto apuntaba como posibles orígenes las  provincias de Segovia o Burgos. El estilo lo vincula con el monasterio de Santo Domingo de Silos y el de  Santa María de Las Huelgas, ambos de Burgos, y el de Santa María de Ripoll, con lo que se podría datar del siglo XII.
Más adelante, en junio de 2013, en grado de hipótesis muy fundamentada, Gerardo Boto ha propuesto identificarlo con el claustro que fue retirado de la Catedral Vieja de Salamanca en 1783, tras sufrir daños por el terremoto de 1755. Finalmente esta hipótesis fue confirmada a finales de 2013 mediante estudios mineralográficos e históricos que confirmaron que tanto la piedra empleada como el estilo, así como las dimensiones, eran coincidentes con los empleados en la catedral vieja de Salamanca.